# Église vieille-orthodoxe vieille-pomore (Théodosiens)
L'Église vieille-orthodoxe vieille-pomore ou Ancienne Église catholique orthodoxe - Vieux-Pomores-Théodosiens (en russe : Древлеправославная кафолическая церковь - Старопоморы-федосеевцы) est une des branches et dénominations des orthodoxes vieux-croyants, nés en Russie du raskol avec l'Église orthodoxe russe au XVIIe siècle.
C'est une des dénominations non presbytériennes (« sans prêtres »), plus conservatrice et rigoriste que l'Église vieille-orthodoxe pomore
. Les Vieux-Pomores (Théodosiens) se différencient des Nouveaux-Pomores (ou simplement Pomores) notamment sur la question du mariage.
Le chef de l'Église, Président du Conseil de l'Église, est Konstantin Viktorovitch Kojev (depuis 2013).

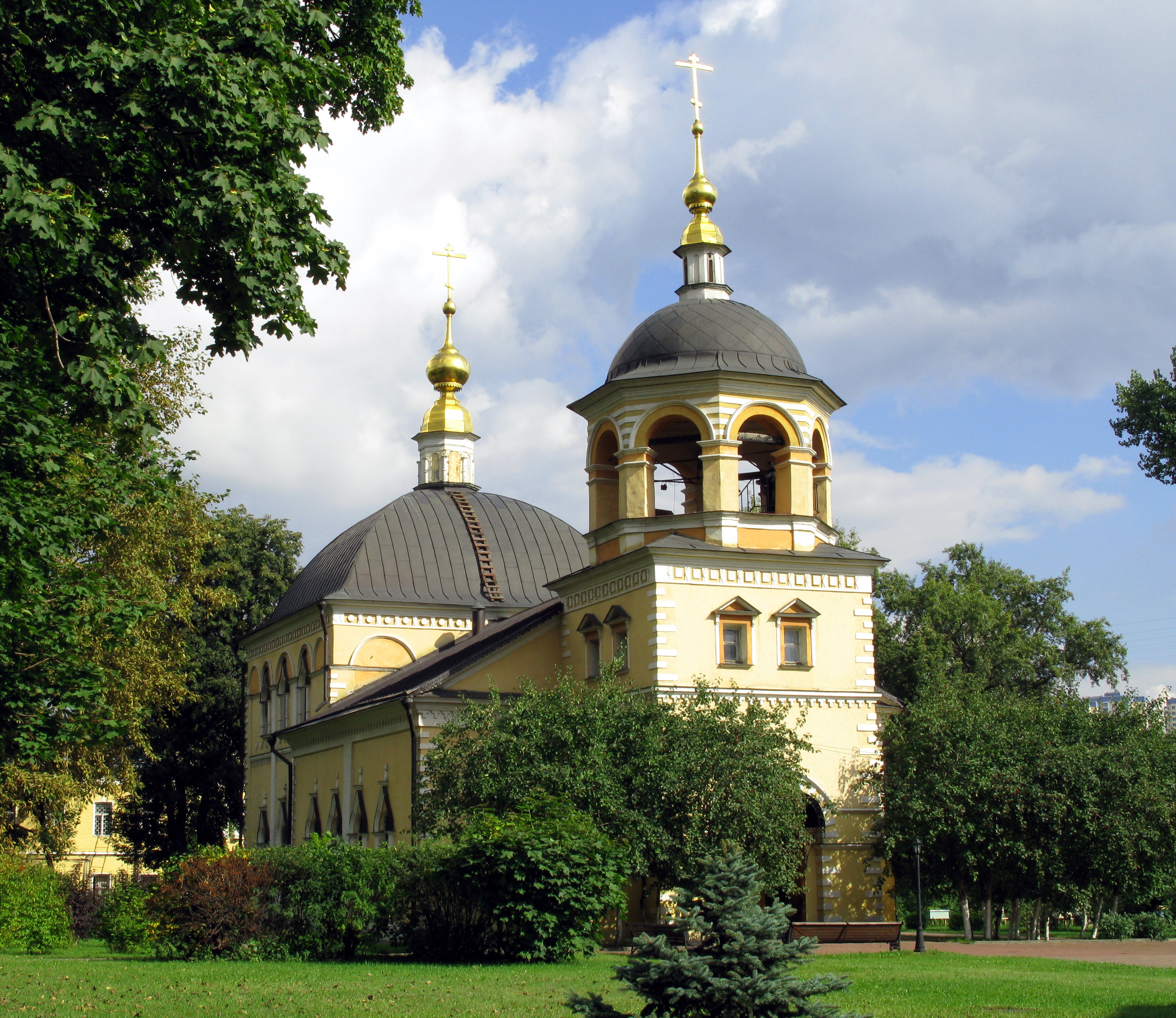
Église de l'Exaltation de la Sainte-Croix (siège de l'Église) au Cimetière de la Transfiguration à Moscou.

## Dénominations
Plusieurs noms existent pour désigner les membres de ce courant : Théodosiens, Fedoseïevites ou Vieux-Pomores.
Le courant lui-même est désigné par différents noms : Confession théodosienne, Confession vieille-pomore ou Église vieille-orthodoxe vieille-pomore.

## Histoire

### Réformes du patriarche Nikon et Raskol
En 1653, le patriarche de Moscou Nikon introduit des modifications dans le rituel pour le rapprocher de l'usage byzantin. Ces réformes soulèvent la réprobation des traditionalistes de l'Église orthodoxe russe menés par l'archiprêtre Avvakoum,,. Le concile de 1666-1667 entérine les réformes et prononce l'anathème contre les opposants en les déclarant schismatiques. Ce schisme est généralement appelé « Raskol » ou « Raskol nikonien » (никонианский раскол) par les Vieux-croyants. Les Vieux-croyants vont être persécutés par l'État et l'Église officielle, avec une sévérité variable, jusqu'à la fin de l'Empire russe. Du fait de la répression, des communautés de Vieux-croyants s'installent aux confins de l'Empire ou fuient et s'installent en dehors, notamment dans la république des Deux Nations.
Vers 1710, les Vieux-croyants se divisent en deux branches :
- les Vieux-croyants presbytériens (« avec prêtres ») ne renoncent pas au sacerdoce. Ils acceptent le ralliement de prêtres ordonnés dans l'Église « nikonienne » et cherchent à rétablir une Église avec une triple hiérarchie ;
- les Vieux-croyants non-presbytériens (« sans prêtres ») renoncent définitivement au sacerdoce, considérant qu'il n'y a plus dans le monde une hiérarchie orthodoxe légitime.

### Vieux-croyants théodosiens et vieux-pomores
Le mouvement théodosien (ou fedoseïevite) s'est formé au 17e siècle sous la direction de Theodosius Vassiliev (1661-1711).
Un débat à propos du mariage agita et divisa les Pomores tout au long du XVIIIe siècle. Sans prêtre, le sacrement du mariage ne pouvait pas être pratiqué. Un rite de mariage non-sacramentel fut établi en 1798 par Gabriel Illarionovich Skachkov sous forme de bénédiction du mariage par un mentor. Les Nouveaux-Pomores (ou tout simplement Pomores) acceptèrent ce nouveau rite de mariage qui permettait la légalisation des relations matrimoniales (finalement reconnues par l'Etat) et par conséquent la possibilité d'un transfert légal de propriété par héritage. Ceux qui n'acceptèrent pas cette orientation furent nommés Vieux-Pomores et se rapprochèrent finalement des Théodosiens.

### Empire russe
En 1905 (Révolution russe de 1905), l'Édit de tolérance religieuse de Nicolas II met fin aux persécutions étatiques des Vieux-Croyants qui cessent aussi d'être appelés schismatiques. S'ouvre alors une période d'« Âge d'or », qui va durer une dizaine d'années jusqu'à la révolution bolchevique, pendant laquelle les Vieux-croyants vont pouvoir jouir de la liberté religieuse.

### Union soviétique
L'Union des républiques socialistes soviétiques succède à l'Empire russe en 1922 (avec pertes de territoires à l'Ouest). Très vite, il mène une politique anti-religieuse qui frappe toutes les communautés religieuses et donc les différentes branches des Vieux-croyants.

### Histoire moderne
La Russie déclare sa souveraineté le 12 juin 1990 et l'URSS est dissous officiellement le 31 décembre 1991. Quinze nouveaux États souverains lui succèdent.
Un organe de coordination, le Conseil de l'Église catholique orthodoxe de Russie (Théodosiens) est créé en 1995.
La création officielle de l'Église et son enregistrement auprès des autorités date du 27 février 2014,.

## Doctrine et pratiques
L'Église vieille-orthodoxe vieille-pomore n'a pas une triple hiérarchie (diacres, presbytres [prêtres], évêques). Il existe un rite du service divin non sacerdotal. Toutes les fonctions sont occupées par des laïcs.
L'Église reconnaît tous les sacrements de l'Église orthodoxe mais ne peut en accomplir que deux, faute de prêtres : le sacrement du baptême et le sacrement du repentir (confession), qui sont autorisés aux laïcs.
La confirmation, le sacerdoce, la bénédiction d'huile et le mariage ne sont pas possibles en raison de l'absence dans le monde d'une hiérarchie orthodoxe légitime.
L'Église vieille-orthodoxe vieille-pomore ne reconnaît donc pas et ne célèbre pas le rite du mariage (contrairement à l'Église vieille-orthodoxe pomore).
Les autorités politiques et administratives, de même que les autres communautés religieuses, ainsi que la société civile sont identifiés aux serviteurs de l'Antéchrist. L'Église recommande donc à ses membres de limiter leurs relations avec du reste du monde (les « Gentils »).

## Organisation

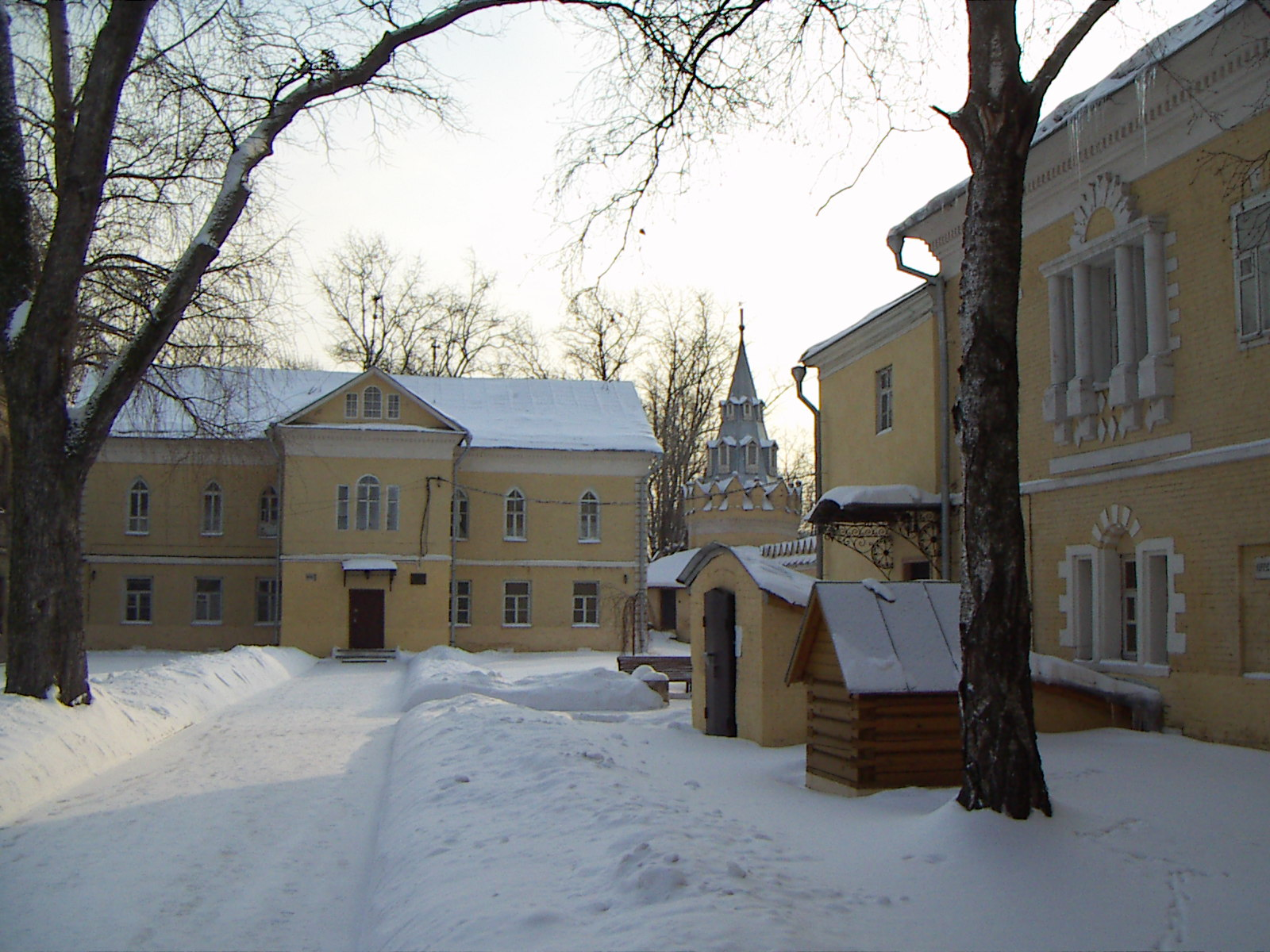
Monastère Preobrajensky (de la Transfiguration) à Moscou.

### Structure territoriale
Le centre spirituel et administratif de la communauté à Moscou se situe au cimetière de la Transfiguration.
Les communautés locales, très autonomes, adhèrent à l'Église en acceptant la Charte qui la régie.
L'Église est dirigée par le président du Conseil de l'Église.

### Monachisme
Le monastère Preobrajensky au cimetière de la Transfiguration à Moscou abrite une communauté monastique féminine d'une douzaine de moniales. La communauté a pour origine un groupe de jeunes religieuses passé d'abord de l'Église orthodoxe russe à l'Église orthodoxe vieille-ritualiste russe en 2004, puis à l'Église vieille-orthodoxe vieille-pomore en 2017. À chaque passage d'une juridiction à l'autre les moniales ont du se faire rebaptiser et ont du renouveler leur vœu monastique.

### Tendances internes
Les communautés théodosiennes modernes se partagent en différentes tendances dont les plus importantes sont celle de Moscou qui est plus libérale, et celle de Kazan qui est plus conservatrice.

## Relations avec les autres Églises

### Relations avec les autres Églises vieilles-croyantes
L'Église participe aux travaux du Groupe de travail pour la coordination de la coopération inter-vieux-croyants (en russe : Рабочей группы по координации межстарообрядческого сотрудничества).
Ce groupe de travail s'est réuni pour la première fois le 15 janvier 2016 au Centre culturel et de pèlerinage Avvakoum au cimetière Preobrajensky à Moscou avec des représentants de l'Église orthodoxe vieille-ritualiste russe, de l'Église vieille-orthodoxe russe, de l'Église vieille-orthodoxe pomore et de l'Église vieille-orthodoxe vieille-pomore. La Confession des Chapelles, par contre, n'a pas de représentant dans ce groupe.
Le 3 mars 2016, à la Maison des nationalités de Moscou, une table ronde s'est tenue sur le thème « Problèmes réels des Vieux-croyants », à laquelle ont participé des représentants des principaux courants des Vieux-croyants de Russie, notamment les primats des différentes Églises : Corneille (Titov) de l'Église orthodoxe vieille-ritualiste russe, Alexandre de l'Église vieille-orthodoxe russe et Oleg Ivanovitch Rozanov de l'Église vieille-orthodoxe pomore. Cette rencontre est une première historique.
Un Forum international des Vieux-croyants a eu lieu à Moscou les 18 et 19 mai 2021 à l'occasion du 400e anniversaire de la naissance de l'archiprêtre Avvakoum. Il a été organisé conjointement par l'Église orthodoxe vieille-ritualiste russe, l'Église vieille-orthodoxe pomore et l'Église vieille-orthodoxe vieille-pomore (par contre, sans l'Église vieille-orthodoxe russe, qui a décidé de se retirer du groupe de travail). Parmi les 39 intervenants, on retrouve bien sûr des représentants des Églises organisatrices mais aussi des représentants de la Confession des Chapelles.

### Relations avec l'Église orthodoxe russe

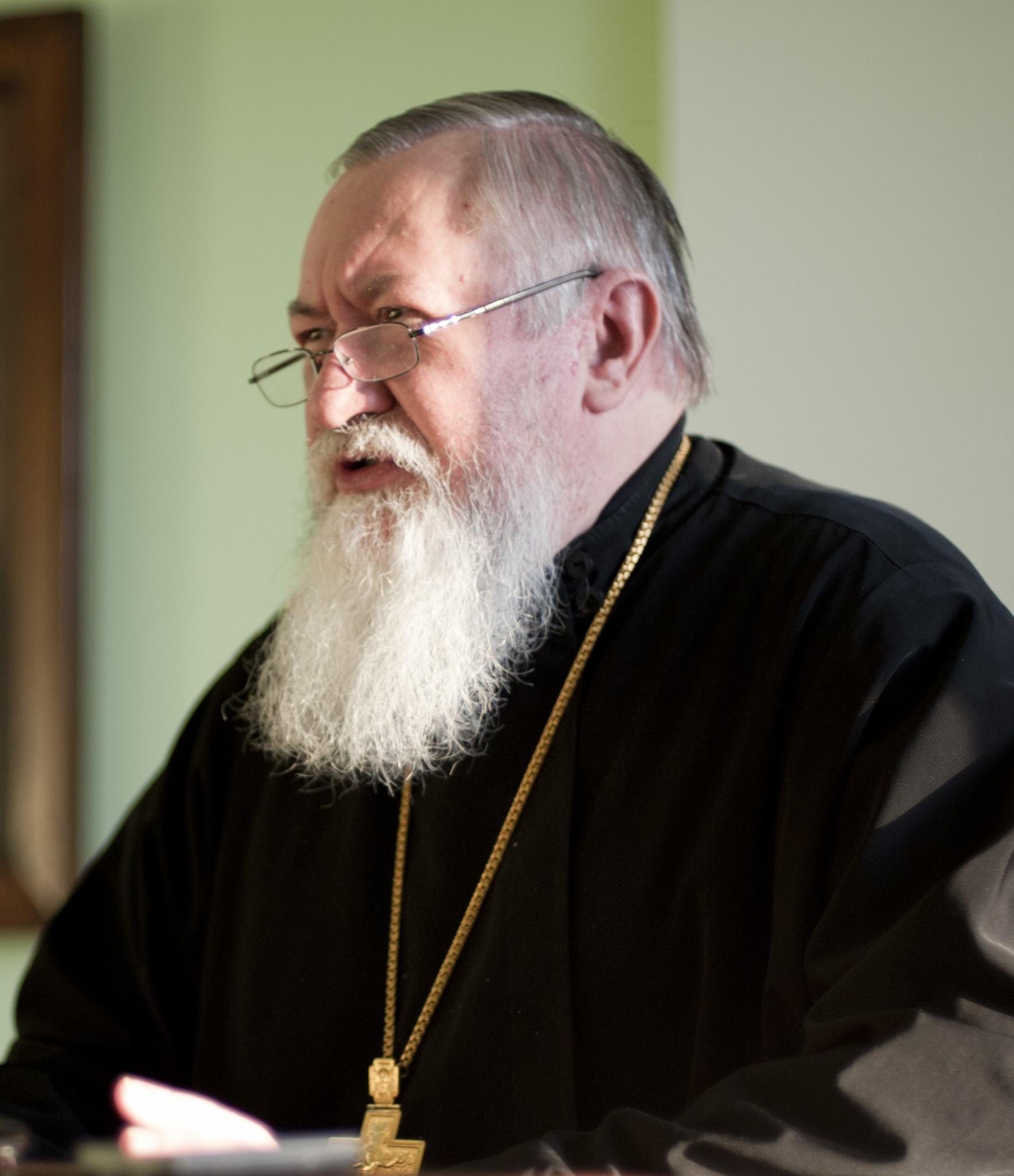
Ivan Mirolioubov, ancien responsable de l'Église vieille-orthodoxe pomore de Lettonie, passé à l'Église orthodoxe russe, secrétaire de la Commission pour les paroisses des Vieux-croyants et l'interaction avec les Vieux-croyants.

Traditionnellement, les Théodosiens assimilent l'Église orthodoxe russe « nikonienne » à l'Antéchrist.
En 1999, l'Église orthodoxe russe a créé une Commission pour les paroisses des Vieux-croyants et l'interaction avec les Vieux-croyants (Комиссия по делам старообрядных приходов и по взаимодействию со старообрядчеством). Depuis 2005, le secrétaire de la Commission est Ivan Ivanovitch Mirolioubov, ancien président du Conseil suprême de l'Église vieille-orthodoxe pomore de Lettonie et ancien recteur de l'école théologique de Riga, ordonné prêtre de l'Église orthodoxe russe à Moscou en 2007.
En 2009, l'Église orthodoxe russe a créé le Centre patriarcal de l'ancienne tradition liturgique russe (Патриарший центр древнерусской богослужебной традиции) dirigé par le même Ivan Ivanovitch Mirolioubov.
Pour son parcours personnel, il est très critiqué par une grande partie des Vieux-croyants, notamment par l'Église vieille-orthodoxe vieille-pomore.

## Relations avec l'État et les autorités
Traditionnellement, les Théodosiens sont également très critiques vis-à-vis des autorités politiques qui sont assimilées, comme l'Église orthodoxe russe, à l'Antéchrist. Ils ont donc très longtemps refusé les contacts officiels avec les autorités, refusé les dons venant d'en dehors de leurs communautés ou les financements publics.
Le Conseil pour l'interaction avec les organisations religieuses (Совет по взаимодействию с религиозными объединениями) est un organe consultatif qui a été créé par un arrêté du président de la fédération de Russie le 24 avril 1995. C'est la plus haute instance de rencontre et l'échange entre les autorités politiques et les représentants des principales organisations religieuses de Russie. Le primat de l'Église orthodoxe vieille-ritualiste russe en est membre depuis sa création. Il a longtemps été le seul représentant des Vieux-croyants. Depuis le 16 août 2021, il y a également un représentant de l'Église vieille-orthodoxe pomore.
L'Église vieille-orthodoxe vieille-pomore n'est pas représentée dans ce Conseil.

## Culture et traditions
Les fidèles de l'Église vieille-orthodoxe vieille-pomore, comme les autres Vieux-croyants, ne se veulent pas seulement les héritiers légitimes de l'Église de Russie historique d'avant les réformes nikoniennes. Ils se considèrent aussi comme les préservateurs des valeurs et de la culture russe traditionnelles :
- ils ont conservé la pratique du chant Znamenny ;
- ils portent les habits traditionnels, notamment dans les lieux de culte (chemise avec ceinture pour les hommes, voile pour les femmes)[27],[28] ;
- les hommes portent la barbe non taillée.